# Альшвиль
Альшвиль (нем. Allschwil) — город в Швейцарии, в кантоне Базель-Ланд.
Входит в состав округа Арлесхайм. Население составляет 19 864 человек (на сентябрь 2012 года). Официальный код — 2762.
Территория Альшвиля была заселена людьми как минимум с эпохи среднего палеолита. В эпоху Древнего Рима здесь, вероятно, находилась римская дорожная станция. Современный Альшвиль впервые упоминается в хрониках под названием Алмсвилр в 1118 году. В период Средневековья и начала Нового времени поселение испытывало бурный рост благодаря своему расположению пересечении торговых путей. В 1529 году его жители перешли в протестантскую веру. К 60-м годам XIX века деревня постепенно превратилась в промышленный город, значительное число сельскохозяйственных угодий было уничтожено. Современный Альшвиль представляет собой в значительной степени «спальный» пригород Базеля, хотя в нём имеется несколько предприятий лёгкой промышленности.
Альшвиль входит в список Объектов швейцарского наследия.

В городе имеется McDonald's. Также имеется средняя школа, где учатся дети Алльшвиля и Шёненбуха.
Алльшвиль имеет отличное расположение, очень близко к Базелю, больше природы и меньше людей. Имеет всю инфраструктуру для хорошей жизни.